# Eddyville (Illinois)
Pour les articles homonymes, voir Eddyville.
Eddyville est un village situé au nord du comté de Pope dans l'Illinois, aux États-Unis,. Il est incorporé le 1er août 1894.

## Démographie
Lors du recensement de 2010, le village comptait une population de 101 habitants. Elle est estimée, en 2016, à 95 habitants.

### Source de la traduction
- (en) Cet article est partiellement ou en totalité issu de l’article de Wikipédia en anglais intitulé « Eddyville, Illinois » (voir la liste des auteurs).